# Robert I van Parma
Robert Karel Lodewijk Maria van Bourbon-Parma (Florence, 9 juli 1848 — Capezzano Pianore, 16 november 1907), infant van Spanje, was van 1854 tot 1859 de laatste soevereine hertog van Parma en Piacenza. Hij was de zoon van hertog Karel III en Louise Maria Theresia, dochter van Karel Ferdinand, hertog van Berry.

## Leven
Robert besteeg op 5-jarige leeftijd, op 27 maart 1854, de hertogelijke troon onder regentschap van zijn moeder, nadat zijn vader, de uiterst despotisch regerende Karel III op diezelfde dag was vermoord. Na een volksopstand in 1859 zagen zij zich echter genoodzaakt naar Zwitserland te vluchten. Op 8 augustus van dat jaar sprak de bevolking zich met overweldigende meerderheid uit voor aansluiting bij het koninkrijk Sardinië, dat bezig was geheel Italië te verenigen. In 1860 protesteerde Louise namens Robert nog vergeefs vanuit Zürich tegen de formele annexatie door Victor Emanuel II.
Robert huwde op 5 april 1869 in Rome Maria Pia van Bourbon-Sicilië, dochter van Ferdinand II der Beide Siciliën. Zij stierf in 1882 in het kraambed. Op 15 oktober 1884 hertrouwde hij met Maria Antonia, dochter van Michaël I van Portugal. Robert stierf op 16 november 1907 in de Villa Borbone delle Pianore te Camaiore en werd als titulair hertog van Parma opgevolgd door zijn zoon Hendrik.
Robert verwekte 24 kinderen, gelijk verdeeld over zijn twee huwelijken. Van de kinderen uit het eerste huwelijk stierven er drie op jonge leeftijd en waren er zes in meer of mindere mate zwakzinnig.

## Kinderen
De kinderen uit zijn eerste huwelijk (1869) met Maria Pia van Bourbon-Sicilië:
- Maria Louisa (1870-1899), gehuwd met Ferdinand van Saksen-Coburg-Gotha, de latere koning van Bulgarije
- Ferdinand Maria Karel (1871-1872)
- Louisa Maria Annunciata (1872-1943)
- Hendrik (1873-1939)
- Maria Immaculata (1874-1914)
- Jozef (1875-1950)
- Maria Theresia Pia Louisa (1876-1959)
- Maria Pia Antoinette (1877-1915)
- Beatrice Colomba Maria (1879-1946), gehuwd met graaf Pietro Lucchesi-Palli (1870-1939), kleinzoon van Maria Carolina van Bourbon-Sicilië (1798-1870), hertogin van Berry
- Elias (1880-1959), gehuwd met aartshertogin Maria Anna van Oostenrijk (een dochter van aartshertog Frederik van Oostenrijk)
- Maria Anastasia (25 augustus - 7 september 1881)
- Auguste (29 september 1882), dood geboren

Op dezelfde dag is ook de moeder Maria Pia overleden.
De kinderen uit zijn tweede huwelijk (1884) met Maria Antonia van Bragança:
- Maria-ter-Sneeuw Adelheid (1885-1959), non in Solesmes
- Sixtus (1886-1934), in 1919 gehuwd met Hedwige de la Rochefoucauld (1896-1986)
- Xavier (1889-1977), in 1927 gehuwd met Marie Madeleine Yvonne de Bourbon-Busset (1898-1984) en vader van Carlos Hugo, gehuwd met prinses Irene der Nederlanden
- Francisca (1890-1978), non in Solesmes
- Zita (1892-1989), in 1911 gehuwd met keizer Karel I van Oostenrijk (1887-1922)
- Felix (1893-1970), in 1919 gehuwd met groothertogin Charlotte van Luxemburg (1896-1985)
- René (1894-1962), huwde met prinses Margaretha van Denemarken (1895-1992), kleindochter van koning Christiaan IX van Denemarken
- Maria Antonia (1895-1979), non in Solesmes
- Isabella (1898-1984), bleef ongehuwd
- Lodewijk (1899-1967), huwde met Maria Francisca van Savoye (1914-2000), dochter van koning Victor Emanuel III van Italië
- Henriette (1903-1987), bleef ongehuwd
- Gaetano (1905-1958), huwde met prinses Margaretha van Thurn und Taxis (1909-2006), dochter van Alexander prins della Torre e Tasso, hertog van Duino.

## Kwartierstaat
| Lodewijk I van Etrurië (1773-1803) | Lodewijk I van Etrurië (1773-1803) | Lodewijk I van Etrurië (1773-1803) | Lodewijk I van Etrurië (1773-1803) | Lodewijk I van Etrurië (1773-1803)     | Lodewijk I van Etrurië (1773-1803)     | Maria Louisa van Bourbon (1782−1824)   | Maria Louisa van Bourbon (1782−1824)   | Maria Louisa van Bourbon (1782−1824)   | Maria Louisa van Bourbon (1782−1824)   | Maria Louisa van Bourbon (1782−1824)    | Maria Louisa van Bourbon (1782−1824)    |                                          |                                          | Victor Emanuel I van Sardinië (1759-1824) | Victor Emanuel I van Sardinië (1759-1824) | Victor Emanuel I van Sardinië (1759-1824) | Victor Emanuel I van Sardinië (1759-1824) | Victor Emanuel I van Sardinië (1759-1824) | Victor Emanuel I van Sardinië (1759-1824) | Maria Theresia van Oostenrijk-Este (1773-1832) | Maria Theresia van Oostenrijk-Este (1773-1832) | Maria Theresia van Oostenrijk-Este (1773-1832) | Maria Theresia van Oostenrijk-Este (1773-1832) | Maria Theresia van Oostenrijk-Este (1773-1832) | Maria Theresia van Oostenrijk-Este (1773-1832) |  |  | Karel X van Frankrijk (1757-1836)   | Karel X van Frankrijk (1757-1836)   | Karel X van Frankrijk (1757-1836)   | Karel X van Frankrijk (1757-1836)   | Karel X van Frankrijk (1757-1836)     | Karel X van Frankrijk (1757-1836)     | Maria Theresia van Savoye (1756−1805) | Maria Theresia van Savoye (1756−1805) | Maria Theresia van Savoye (1756−1805) | Maria Theresia van Savoye (1756−1805) | Maria Theresia van Savoye (1756−1805)  | Maria Theresia van Savoye (1756−1805)  |                                        |                                        | Frans I der Beide Siciliën (1777-1830) | Frans I der Beide Siciliën (1777-1830) | Frans I der Beide Siciliën (1777-1830)         | Frans I der Beide Siciliën (1777-1830)         | Frans I der Beide Siciliën (1777-1830)         | Frans I der Beide Siciliën (1777-1830)         | Maria Clementine van Oostenrijk (1777-1801)    | Maria Clementine van Oostenrijk (1777-1801)    | Maria Clementine van Oostenrijk (1777-1801) | Maria Clementine van Oostenrijk (1777-1801) | Maria Clementine van Oostenrijk (1777-1801) | Maria Clementine van Oostenrijk (1777-1801) |  |  |  |  |  |  |  |  |  |  |  |  |  |  |  |  |  |  |  |  |  |  |  |  |  |  |  |  |  |  |  |  |  |  |  |  |  |  |  |  |  |  |  |  |  |  |  |  |
| Lodewijk I van Etrurië (1773-1803) | Lodewijk I van Etrurië (1773-1803) | Lodewijk I van Etrurië (1773-1803) | Lodewijk I van Etrurië (1773-1803) | Lodewijk I van Etrurië (1773-1803)     | Lodewijk I van Etrurië (1773-1803)     | Maria Louisa van Bourbon (1782−1824)   | Maria Louisa van Bourbon (1782−1824)   | Maria Louisa van Bourbon (1782−1824)   | Maria Louisa van Bourbon (1782−1824)   | Maria Louisa van Bourbon (1782−1824)    | Maria Louisa van Bourbon (1782−1824)    |                                          |                                          | Victor Emanuel I van Sardinië (1759-1824) | Victor Emanuel I van Sardinië (1759-1824) | Victor Emanuel I van Sardinië (1759-1824) | Victor Emanuel I van Sardinië (1759-1824) | Victor Emanuel I van Sardinië (1759-1824) | Victor Emanuel I van Sardinië (1759-1824) | Maria Theresia van Oostenrijk-Este (1773-1832) | Maria Theresia van Oostenrijk-Este (1773-1832) | Maria Theresia van Oostenrijk-Este (1773-1832) | Maria Theresia van Oostenrijk-Este (1773-1832) | Maria Theresia van Oostenrijk-Este (1773-1832) | Maria Theresia van Oostenrijk-Este (1773-1832) |  |  | Karel X van Frankrijk (1757-1836)   | Karel X van Frankrijk (1757-1836)   | Karel X van Frankrijk (1757-1836)   | Karel X van Frankrijk (1757-1836)   | Karel X van Frankrijk (1757-1836)     | Karel X van Frankrijk (1757-1836)     | Maria Theresia van Savoye (1756−1805) | Maria Theresia van Savoye (1756−1805) | Maria Theresia van Savoye (1756−1805) | Maria Theresia van Savoye (1756−1805) | Maria Theresia van Savoye (1756−1805)  | Maria Theresia van Savoye (1756−1805)  |                                        |                                        | Frans I der Beide Siciliën (1777-1830) | Frans I der Beide Siciliën (1777-1830) | Frans I der Beide Siciliën (1777-1830)         | Frans I der Beide Siciliën (1777-1830)         | Frans I der Beide Siciliën (1777-1830)         | Frans I der Beide Siciliën (1777-1830)         | Maria Clementine van Oostenrijk (1777-1801)    | Maria Clementine van Oostenrijk (1777-1801)    | Maria Clementine van Oostenrijk (1777-1801) | Maria Clementine van Oostenrijk (1777-1801) | Maria Clementine van Oostenrijk (1777-1801) | Maria Clementine van Oostenrijk (1777-1801) |  |  |  |  |  |  |  |  |  |  |  |  |  |  |  |  |  |  |  |  |  |  |  |  |  |  |  |  |  |  |  |  |  |  |  |  |  |  |  |  |  |  |  |  |  |  |  |  |
|                                    |                                    |                                    |                                    |                                        |                                        |                                        |                                        |                                        |                                        |                                         |                                         |                                          |                                          |                                           |                                           |                                           |                                           |                                           |                                           |                                                |                                                |                                                |                                                |                                                |                                                |  |  |                                     |                                     |                                     |                                     |                                       |                                       |                                       |                                       |                                       |                                       |                                        |                                        |                                        |                                        |                                        |                                        |                                                |                                                |                                                |                                                |                                                |                                                |                                             |                                             |                                             |                                             |  |  |  |  |  |  |  |  |  |  |  |  |  |  |  |  |  |  |  |  |  |  |  |  |  |  |  |  |  |  |  |  |  |  |  |  |  |  |  |  |  |  |  |  |  |  |  |  |
|                                    |                                    |                                    |                                    | Karel II van Bourbon-Parma (1799-1883) | Karel II van Bourbon-Parma (1799-1883) | Karel II van Bourbon-Parma (1799-1883) | Karel II van Bourbon-Parma (1799-1883) | Karel II van Bourbon-Parma (1799-1883) | Karel II van Bourbon-Parma (1799-1883) |                                         |                                         |                                          |                                          |                                           |                                           | Maria Theresia van Sardinië (1803-1879)   | Maria Theresia van Sardinië (1803-1879)   | Maria Theresia van Sardinië (1803-1879)   | Maria Theresia van Sardinië (1803-1879)   | Maria Theresia van Sardinië (1803-1879)        | Maria Theresia van Sardinië (1803-1879)        |                                                |                                                |                                                |                                                |  |  |                                     |                                     |                                     |                                     | Karel Ferdinand van Berry (1778−1820) | Karel Ferdinand van Berry (1778−1820) | Karel Ferdinand van Berry (1778−1820) | Karel Ferdinand van Berry (1778−1820) | Karel Ferdinand van Berry (1778−1820) | Karel Ferdinand van Berry (1778−1820) |                                        |                                        |                                        |                                        |                                        |                                        | Maria Carolina van Bourbon-Sicilië (1798−1870) | Maria Carolina van Bourbon-Sicilië (1798−1870) | Maria Carolina van Bourbon-Sicilië (1798−1870) | Maria Carolina van Bourbon-Sicilië (1798−1870) | Maria Carolina van Bourbon-Sicilië (1798−1870) | Maria Carolina van Bourbon-Sicilië (1798−1870) |                                             |                                             |                                             |                                             |  |  |  |  |  |  |  |  |  |  |  |  |  |  |  |  |  |  |  |  |  |  |  |  |  |  |  |  |  |  |  |  |  |  |  |  |  |  |  |  |  |  |  |  |  |  |  |  |
|                                    |                                    |                                    |                                    | Karel II van Bourbon-Parma (1799-1883) | Karel II van Bourbon-Parma (1799-1883) | Karel II van Bourbon-Parma (1799-1883) | Karel II van Bourbon-Parma (1799-1883) | Karel II van Bourbon-Parma (1799-1883) | Karel II van Bourbon-Parma (1799-1883) |                                         |                                         |                                          |                                          |                                           |                                           | Maria Theresia van Sardinië (1803-1879)   | Maria Theresia van Sardinië (1803-1879)   | Maria Theresia van Sardinië (1803-1879)   | Maria Theresia van Sardinië (1803-1879)   | Maria Theresia van Sardinië (1803-1879)        | Maria Theresia van Sardinië (1803-1879)        |                                                |                                                |                                                |                                                |  |  |                                     |                                     |                                     |                                     | Karel Ferdinand van Berry (1778−1820) | Karel Ferdinand van Berry (1778−1820) | Karel Ferdinand van Berry (1778−1820) | Karel Ferdinand van Berry (1778−1820) | Karel Ferdinand van Berry (1778−1820) | Karel Ferdinand van Berry (1778−1820) |                                        |                                        |                                        |                                        |                                        |                                        | Maria Carolina van Bourbon-Sicilië (1798−1870) | Maria Carolina van Bourbon-Sicilië (1798−1870) | Maria Carolina van Bourbon-Sicilië (1798−1870) | Maria Carolina van Bourbon-Sicilië (1798−1870) | Maria Carolina van Bourbon-Sicilië (1798−1870) | Maria Carolina van Bourbon-Sicilië (1798−1870) |                                             |                                             |                                             |                                             |  |  |  |  |  |  |  |  |  |  |  |  |  |  |  |  |  |  |  |  |  |  |  |  |  |  |  |  |  |  |  |  |  |  |  |  |  |  |  |  |  |  |  |  |  |  |  |  |
|                                    |                                    |                                    |                                    |                                        |                                        |                                        |                                        |                                        |                                        | Karel III van Bourbon-Parma (1823-1854) | Karel III van Bourbon-Parma (1823-1854) | Karel III van Bourbon-Parma (1823-1854)  | Karel III van Bourbon-Parma (1823-1854)  | Karel III van Bourbon-Parma (1823-1854)   | Karel III van Bourbon-Parma (1823-1854)   |                                           |                                           |                                           |                                           |                                                |                                                |                                                |                                                |                                                |                                                |  |  |                                     |                                     |                                     |                                     |                                       |                                       |                                       |                                       |                                       |                                       | Louise Maria van Frankrijk (1819-1864) | Louise Maria van Frankrijk (1819-1864) | Louise Maria van Frankrijk (1819-1864) | Louise Maria van Frankrijk (1819-1864) | Louise Maria van Frankrijk (1819-1864) | Louise Maria van Frankrijk (1819-1864) |                                                |                                                |                                                |                                                |                                                |                                                |                                             |                                             |                                             |                                             |  |  |  |  |  |  |  |  |  |  |  |  |  |  |  |  |  |  |  |  |  |  |  |  |  |  |  |  |  |  |  |  |  |  |  |  |  |  |  |  |  |  |  |  |  |  |  |  |
|                                    |                                    |                                    |                                    |                                        |                                        |                                        |                                        |                                        |                                        | Karel III van Bourbon-Parma (1823-1854) | Karel III van Bourbon-Parma (1823-1854) | Karel III van Bourbon-Parma (1823-1854)  | Karel III van Bourbon-Parma (1823-1854)  | Karel III van Bourbon-Parma (1823-1854)   | Karel III van Bourbon-Parma (1823-1854)   |                                           |                                           |                                           |                                           |                                                |                                                |                                                |                                                |                                                |                                                |  |  |                                     |                                     |                                     |                                     |                                       |                                       |                                       |                                       |                                       |                                       | Louise Maria van Frankrijk (1819-1864) | Louise Maria van Frankrijk (1819-1864) | Louise Maria van Frankrijk (1819-1864) | Louise Maria van Frankrijk (1819-1864) | Louise Maria van Frankrijk (1819-1864) | Louise Maria van Frankrijk (1819-1864) |                                                |                                                |                                                |                                                |                                                |                                                |                                             |                                             |                                             |                                             |  |  |  |  |  |  |  |  |  |  |  |  |  |  |  |  |  |  |  |  |  |  |  |  |  |  |  |  |  |  |  |  |  |  |  |  |  |  |  |  |  |  |  |  |  |  |  |  |
|                                    |                                    |                                    |                                    |                                        |                                        |                                        |                                        |                                        |                                        |                                         |                                         |                                          |                                          |                                           |                                           |                                           |                                           |                                           |                                           |                                                |                                                |                                                |                                                |                                                |                                                |  |  |                                     |                                     |                                     |                                     |                                       |                                       |                                       |                                       |                                       |                                       |                                        |                                        |                                        |                                        |                                        |                                        |                                                |                                                |                                                |                                                |                                                |                                                |                                             |                                             |                                             |                                             |  |  |  |  |  |  |  |  |  |  |  |  |  |  |  |  |  |  |  |  |  |  |  |  |  |  |  |  |  |  |  |  |  |  |  |  |  |  |  |  |  |  |  |  |  |  |  |  |
|                                    |                                    |                                    |                                    |                                        |                                        |                                        |                                        |                                        |                                        |                                         |                                         |                                          |                                          |                                           |                                           |                                           |                                           |                                           |                                           |                                                |                                                |                                                |                                                |                                                |                                                |  |  |                                     |                                     |                                     |                                     |                                       |                                       |                                       |                                       |                                       |                                       |                                        |                                        |                                        |                                        |                                        |                                        |                                                |                                                |                                                |                                                |                                                |                                                |                                             |                                             |                                             |                                             |  |  |  |  |  |  |  |  |  |  |  |  |  |  |  |  |  |  |  |  |  |  |  |  |  |  |  |  |  |  |  |  |  |  |  |  |  |  |  |  |  |  |  |  |  |  |  |  |
|                                    |                                    |                                    |                                    |                                        |                                        |                                        |                                        |                                        |                                        |                                         |                                         | Margaretha van Bourbon-Parma (1847-1893) | Margaretha van Bourbon-Parma (1847-1893) | Margaretha van Bourbon-Parma (1847-1893)  | Margaretha van Bourbon-Parma (1847-1893)  | Margaretha van Bourbon-Parma (1847-1893)  | Margaretha van Bourbon-Parma (1847-1893)  |                                           |                                           | Robert I van Bourbon-Parma (1848-1907)         | Robert I van Bourbon-Parma (1848-1907)         | Robert I van Bourbon-Parma (1848-1907)         | Robert I van Bourbon-Parma (1848-1907)         | Robert I van Bourbon-Parma (1848-1907)         | Robert I van Bourbon-Parma (1848-1907)         |  |  | Alice van Bourbon-Parma (1849-1935) | Alice van Bourbon-Parma (1849-1935) | Alice van Bourbon-Parma (1849-1935) | Alice van Bourbon-Parma (1849-1935) | Alice van Bourbon-Parma (1849-1935)   | Alice van Bourbon-Parma (1849-1935)   |                                       |                                       | Hendrik van Bourbon-Parma (1851-1905) | Hendrik van Bourbon-Parma (1851-1905) | Hendrik van Bourbon-Parma (1851-1905)  | Hendrik van Bourbon-Parma (1851-1905)  | Hendrik van Bourbon-Parma (1851-1905)  | Hendrik van Bourbon-Parma (1851-1905)  |                                        |                                        |                                                |                                                |                                                |                                                |                                                |                                                |                                             |                                             |                                             |                                             |  |  |  |  |  |  |  |  |  |  |  |  |  |  |  |  |  |  |  |  |  |  |  |  |  |  |  |  |  |  |  |  |  |  |  |  |  |  |  |  |  |  |  |  |  |  |  |  |

## Trivia
- Robert erfde in 1883 het kasteel van Chambord van zijn kinderloos gestorven oom Henri d'Artois.

- Bibliothèque nationale de France: cb16648385t (data)
- Gemeinsame Normdatei: 129125903
- International Standard Name Identifier: 0000 0001 0837 5550
- Library of Congress Control Number: no2007113821
- Istituto Centrale per il Catalogo Unico: UBOV056567
- Système universitaire de documentation: 113418353
- Virtual International Authority File: 80587096
- WorldCat: E39PBJfWXWcWvqP84YTXm9J7HC